# Danas Rapšys
Danas Rapšys (Panevėžys, 21 mei 1995) is een Litouws zwemmer die is gespecialiseerd in de rugslag.

## Biografie
In 2012 behaalde Rapšys een bronzen medaille tijdens de 200 meter rugslag op de Europese kampioenschappen zwemmen jeugd 2012 in Antwerpen. In 2013 behaalde Rapšys een zilveren medaille tijdens de 100 meter rugslag op de Europese kampioenschappen zwemmen jeugd 2013 in Poznan, achter Grigori Tarasevitsj. Op de 200 meter rugslag was hij wel de beste en werd hij Europees jeugdkampioen. Op de Wereldkampioenschappen zwemmen jeugd 2013 behaalde hij de zilveren medaille op de 100 meter rugslag, achter Apostolos Christou. Samen met Rūta Meilutytė, Povilas Strazdas en Eva Gliozeryte behaalde hij ook zilver op de 4x100 meter wisselslag voor gemengde teams.
Op de Wereldkampioenschappen zwemmen 2015 eindigde Rapšys 28e tijdens de 100 meter rugslag en 19e tijdens de 200 meter rugslag. Op de Europese kampioenschappen zwemmen 2016 in Londen won Rapšys de bronzen medaille tijdens de 200 meter rugslag, achter de Pool Radosław Kawęcki en de Israëli Yakov Yan Toumarkin.

## Internationale toernooien
| Jaar | Olympische Spelen  | WK langebaan                                            | WK kortebaan                                                               | EK langebaan                                                               | EK kortebaan                                                                             |
| ---- | ------------------ | ------------------------------------------------------- | -------------------------------------------------------------------------- | -------------------------------------------------------------------------- | ---------------------------------------------------------------------------------------- |
| 2012 | geen deelname      |                                                         | 56e 100m vrije slag 36e 50m rugslag 39e 100m rugslag 23e 200m rugslag      | 35e 200m vrije slag 35e 100m rugslag 30e 200m rugslag                      | 37e 200m vrije slag 27e 100m rugslag 18e 200m rugslag                                    |
| 2013 |                    | 25e 100m rugslag 14e 200m rugslag 13e 4x100m wisselslag |                                                                            |                                                                            | 18e 200m vrije slag 30e 50m rugslag 11e 100m rugslag 5e 200m rugslag 6e 4x50m vrije slag |
| 2014 |                    |                                                         | 13e 100m rugslag 9e 200m rugslag 7e 4x50m wisselslag 11e 4x100m wisselslag | 22e 100m rugslag 5e 200m rugslag 7e 4x100m vrije slag 7e 4x100m wisselslag |                                                                                          |
| 2015 |                    | 28e 100m rugslag 19e 200m rugslag 12e 4x100m wisselslag |                                                                            |                                                                            | 21e 50m rugslag 10e 100m rugslag 4e 200m rugslag 21e 100m wisselslag 6e 4x50m wisselslag |
| 2016 | 5-21 augustus 2016 |                                                         | 7-11 december 2016                                                         | 200m rugslag · 5e 4x100m wisselslag                                        |                                                                                          |

## Persoonlijke records
Bijgewerkt tot en met 9 juni 2016
Kortebaan
| Afstand      | Tijd    | Datum           | Plaats  |
| ------------ | ------- | --------------- | ------- |
| 50m rugslag  | 23,96   | 6 december 2015 | Netanja |
| 100m rugslag | 50,95   | 3 december 2014 | Doha    |
| 200m rugslag | 1.51,03 | 2 december 2015 | Netanja |

Langebaan
| Afstand      | Tijd    | Datum           | Plaats    |
| ------------ | ------- | --------------- | --------- |
| 50m rugslag  | 25,48   | 12 juni 2015    | Rome      |
| 100m rugslag | 54,07   | 22 mei 2016     | Londen    |
| 200m rugslag | 1.56,72 | 24 januari 2016 | Antwerpen |